# 奧克森特 (明尼蘇達州)
奧克森特（英語：Oak Center）是位於美國明尼蘇達州瓦巴沙縣吉爾福德鎮區的一個非建制地區。

## 歷史
奧克森特的郵局於1874年成立，其後於1907年停運。此地得名自當地常見的橡樹。

## 地理
奧克森特所處的海拔為高於海平面352米（即1155英呎），而該地所採用的時區為UTC-6，即北美中部時區（CST）。同時該地設有夏令時間，為UTC-6調快一小時，即UTC-5（CDT）。